# John Tusa

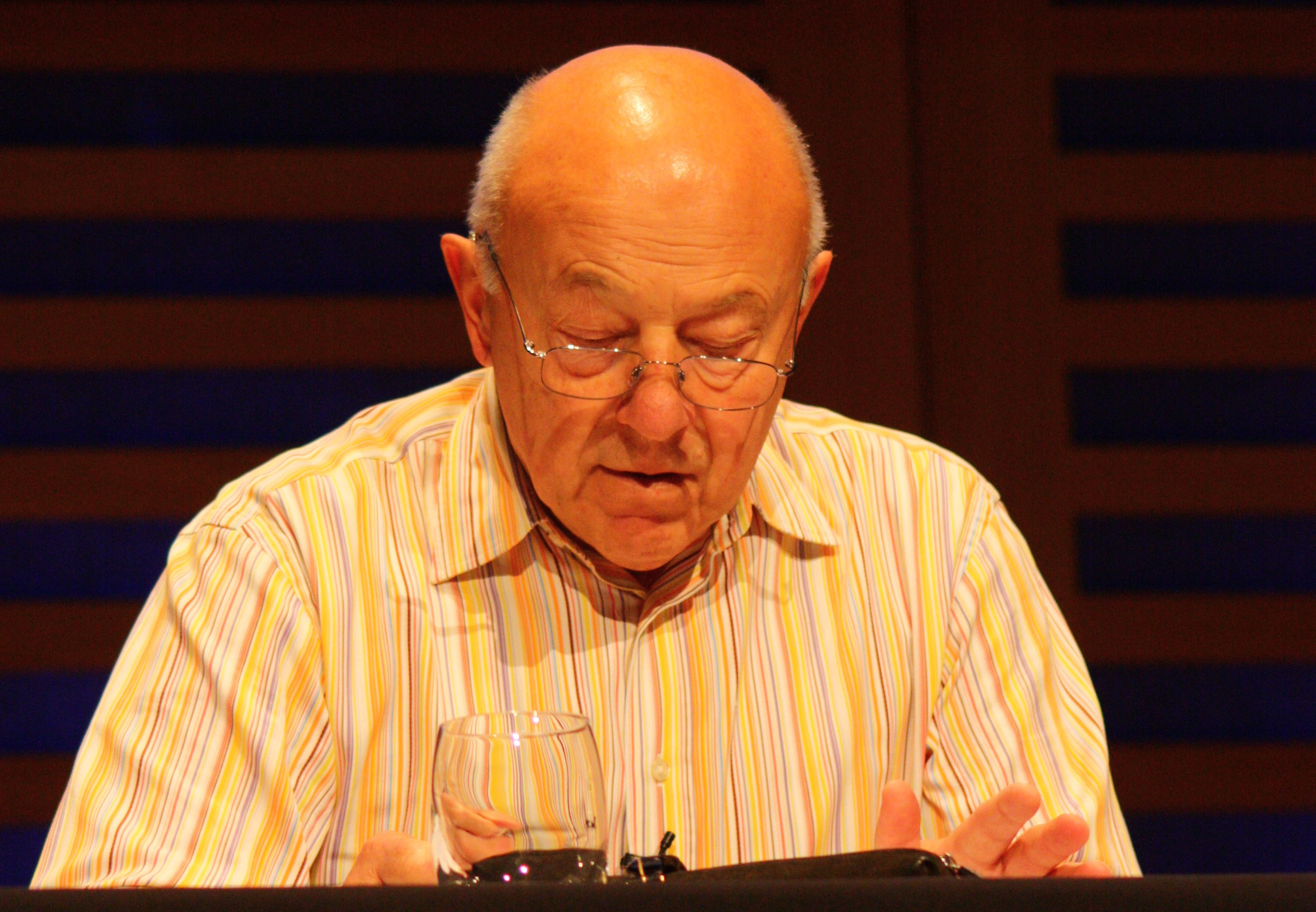
Tusa, 2010.

Sir John Tusa (* 2. März 1936) ist ein britischer Radio- und Fernsehjournalist sowie Kunstmanager. Von 1980 bis 1986 war er einer der Hauptmoderatoren des Newsnight-Programms von BBC Two. Von 1995 bis 2007 war er Geschäftsführer des Barbican Arts Centre der City of London und von 1986 bis 1993 des BBC World Service.

## Leben und Karriere
Tusa wurde im März 1936 in der damaligen Tschechoslowakei geboren und zog mit seiner Familie 1939 nach England. Sein Vater, der ebenfalls John Tusa – ursprünglich Jan Tůša – hieß, war Geschäftsführer der britischen Bata Shoes, einer tschechischen Schuhfirma, die bei der Geschäftstätigkeit bei internationalen Mustern auch eine Arbeits- und Lebensgemeinschaft um ihre Fabrik in East Tilbury, Essex begründete.
Am 15. März 1939, zwei Tage vor Beginn der Besetzung der Tschechoslowakei durch Deutschland floh John Tusa sr. aus der Tschechoslowakei in einem Firmenflugzeug von Bata über Polen, Jugoslawien und Frankreich. Er wurde dann General Manager der Bata Factory in East Tilbury, wo sein Sohn aufwuchs.
John Tusa jr. besuchte die St Faith's School in Cambridge, die Gresham’s School in Holt und das Trinity College in Cambridge, wo er mit einem First Class Honours Degree in Geschichte abschloss.
1960 begann er für die BBC als Trainee zu arbeiten. Nachdem er von dessen Start 1979 Newsnight präsentierte (1980?–1986) und ebenso 24 Hours, wurde er Geschäftsführer des BBC World Service von 1986 bis 1993.
Tusa war von Januar bis Oktober 1993 Präsident des Wolfson College. Mitte der 1990er Jahre war er zwei Jahre lang Nachrichtensprecher bei den BBC’s One O’Clock News (1993 bis 1995). Am 30. Juni 1997 moderierte er die Berichterstattung der BBC über die Übergabe Hongkongs an die Volksrepublik China. Von 1995 bis 2007 war er Geschäftsführer des Barbican Centre in der City of London.
Seit 1998 ist er Vorsitzender (Chairman) des Aufsichtsrates (Board) der Wigmore Hall in London und wurde 2007 zum Vorsitzenden der University of the Arts London ernannt. Am 18. Juni 2007 wurde angekündigt, dass er die Position des Vorsitzenden des Victoria and Albert Museum angenommen habe, er trat aber einen Monat später zurück, da er einen Interessenkonflikt mit seiner Position bei der University of the Arts London erkannte.
Tusa ist daneben als Autor aktiv. Zu seinen Werken gehören zwei Bücher, die er mit seiner Frau, der Historikerin Ann Tusa geschrieben hat: The Nuremberg Trial (1983) und The Berlin Blockade (1988). Seine Bücher über Kunst umfassen Art Matters, On Creativity und The Janus Aspect: Artists in the C20. Sein Buch Engaged with the Arts: Writings from the Frontline, erforscht Möglichkeiten, mit denen Kunst, die in einem kulturellen und politischen Klima von ständiger Unterfinanzierung bedroht ist, dennoch erschaffen werden kann.
Nachdem er seine Position beim BBC World Service verlassen hatte, stand Tusa einigen Standpunkten der BBC kritisch gegenüber. Er bezeichnete den Fokus und Managementstil des früheren Generaldirektors John Birt, Baron Birt als veraltet.
Im Januar 2009 wurde Tusa Vorsitzender (Chair) des Clore Leadership Programme. Von Oktober 2009 bis zum Ende des Jahres präsentierte er eine 91-teilige Serie auf BBC Radio 4: Day By Day benutzte originale Archivnachrichtenaufnahmen, um Ereignisse auf einer täglichen Basis von 1989 an, darzustellen, darunter auch den Fall der Berliner Mauer. Im Februar 2010 wurde er Ehrenvorsitzender (Honorary Chairman) von theartsdesk.com.

## Weitere Ämter
Von 1982 bis 1984 war er Moderator von Timewatch auf BBC 2. Tusa war bis 2003 Vorsitzender des Advisory Committee der Government Art Collection. Seit 1995 ist er stellvertretender Vorsitzender (Vice-Chairman) des London Institute String Quartet Competition. Er war Mitglied mehrerer Aufsichtsräte bei der English National Opera von 1996 bis 2003 und von 1998 bis 2000 beim Design Museum.
Tusa war Mitglied des Treuhandrates (Trustee) der National Portrait Gallery von 1988 bis 2000, von 2000 bis 2009 beim British Museum – wo er von 2004 bis 2009 stellvertretender Vorsitzender (Deputy Chairman) war –, von 2004 bis 2006 beim Somerset House und seit 2006 beim Turquoise Mountain Trust, sowie 2009 bei New Deal of the Mind. Er übte dieses Amt auch bei der Thomson Foundation aus.

## Ehrungen
1984 wurde Tusa RTS Journalist of the Year, im gleichen Jahr wurde er Träger des BAFTA Richard Dimbleby Award. Tusa wurde 1991 mit dem Harvey Lee Award der BPG Radio Awards geehrt. 1995 war er RTS Presenter of the Year.
1997 wurde er Freeman der City of London. Er ist Ehrenmitglied der Royal Academy of Music and the Guildhall School of Music and Drama seit 1999.
Tusa ist Träger mehrerer Ehrendoktorwürden. 1993 wurde er Doktor der Rechtswissenschaften (Hon LLD) der University of London. 1994 wurde er Ehrendoktor der Heriot-Watt University und 2006 der University of Essex. Die City University London verlieh ihm 1997 die Ehrendoktorwürde des Doctor of Letters (Hon DLitt).
Die Kingston University ehrte ihn 2007 mit der Ehrendoktorwürde der Universität, ebenso 2008 die University of Kent.
2001 erhielt er die Imperial Service Medal des Imperial Service Order und wurde Honorary Fellow des Royal Institute of British Architects. Tusa wurde 1997 mit dem Ritter I. Klasse des Finnischen Ordens der Weißen Rose ausgezeichnet.
Im Juni 2003 wurde Tusa im Rahmen der Queen's Birthday Honours List zum Knight Bachelor geadelt.

## Veröffentlichungen
- The Nuremberg Trial, Macmillan, 1983/1984, ISBN 978-0-333-27463-7 (mit Ann Tusa)
- The Berlin Blockade, Hodder & Stoughton Ltd, 1988, ISBN 978-0-340-41607-5 (mit Ann Tusa)
- Conversations with the World, BBC Books, 1990/1991, ISBN 978-0-563-36006-3
- A World in Your Ear, Broadcast Books, 1992, ISBN 978-1-874092-01-8
- Art Matters: Reflecting on Culture, Methuen, 1999/2000, ISBN 978-0-413-73890-5
- On Creativity – Interviews Exploring the Process, Methuen Publishing, 2003, ISBN 978-0-413-77299-2
- The Janus Aspect: Artists in the Twenty-First Century, Methuen Publishing Ltd, 2005, ISBN 978-0-413-77472-9
- Engaged with the Arts@ Writings from the Frontline, Tauris I B, 2007, ISBN 978-1-84511-424-4